# Ermita de San Esteban Protomártir (Alcozar)
La ermita de San Esteban Protomártir es un inmueble de la localidad española de Alcozar, en la provincia de Soria.

## Descripción
El edificio se encuentra en la localidad española de Alcozar, perteneciente a la provincia de Soria, en la comunidad autónoma de Castilla y León. Se menciona como iglesia parroquial del lugar en el primer volumen del Diccionario geográfico-estadístico-histórico de España y sus posesiones de Ultramar de Pascual Madoz, donde aparece descrita con las siguientes palabras:

una igl. parr. dedicada al glorioso Proto-Mártir San Estéban, cuya festividad se celebra el dia de su conmemoracion: la fáb. revela ser de una antigüedad muy remota, pero se ignora la época de su fundacion; está servida por un cura párroco y un beneficiado, debiendo este cuidar del pasto espiritual de la felig. de Velilla que es su aneja.
(Madoz, 1845, pp. 472-473)

La ermita se rehabilitó en 2014.